# 3月10日 (旧暦)
旧暦3月10日は旧暦3月の10日目である。六曜は赤口である。

## できごと
- 文武天皇4年（ユリウス暦700年4月3日） - 法相宗の僧・道昭が火葬される。記録上日本初の火葬
- 和銅3年（ユリウス暦710年4月13日） - 元明天皇が藤原京から平城京に遷都
- 貞観8年（閏3月）（ユリウス暦866年4月28日） - 応天門の変。応天門が炎上。放火の犯人として大伴氏の末裔・伴善男が流刑にされ、大伴氏が歴史の表舞台から消える
- 永和4年/天授4年（ユリウス暦1378年4月7日） - 足利義満が、京都室町に造営した室町殿（花の御所）に幕府を移転
- 道光19年（グレゴリオ暦1839年4月23日） - 清朝の官僚が阿片取締りの為に広東へ到着。没収・廃棄など強攻策を推進
- 明治2年（グレゴリオ暦1869年4月21日） - 東京市で町名主制を廃止。238人の名主を罷免
- 明治5年（グレゴリオ暦1872年4月17日） - 文部省博物局（現在の東京国立博物館）が湯島聖堂の大成殿を「文部省博物館」とし、博覧会を開催（湯島聖堂博覧会）

## 誕生日
- 長承3年（ユリウス暦1134年4月6日） - 安田義定、 武将（+ 1194年）
- 天文5年（ユリウス暦1536年3月31日） - 足利義輝、 室町幕府13代将軍（+ 1565年）
- 文政5年（グレゴリオ暦1822年5月11日） - 栗本鋤雲、幕臣・ジャーナリスト（+ 1897年）
- 嘉永元年（グレゴリオ暦1848年4月13日） - 初代浅野総一郎、実業家・浅野財閥創始（+ 1930年）
- 慶応2年（グレゴリオ暦1866年4月24日） - 石井菊次郎、外交官（+ 1945年）
- 明治4年（グレゴリオ暦1871年4月29日） - 吉岡弥生、医師・東京女医学校（現在の東京女子医科大学）創立 （+ 1959年）

## 忌日
- 文武天皇4年（ユリウス暦700年4月3日） - 道昭、僧
- 延暦9年閏3月（ユリウス暦790年4月28日） - 藤原乙牟漏、桓武天皇の皇后（* 760年）
- 建久2年（ユリウス暦1191年4月5日） - 藤原長方、権中納言・家集『按納言長方集』、日記『禅中記』（* 1139年）
- 天文15年（ユリウス暦1544年4月10日） - 龍造寺家兼、九州の戦国大名（*1454年）
- 寛永14年（1637年4月5日） - 本多正純、江戸時代初期の大名（* 1565年）